# 기노시타 모모카 (축구 선수)
기노시타 모모카(일본어: 木下 桃香, 2003년 3월 2일 ~ )는 일본의 여자 축구 선수이다.

## 국가대표팀 경력
2018년 FIFA U-17 여자 월드컵에 출전했다.
그녀는 2021년 4월 8일 파라과이과의 경기에서 일본 국가대표팀에 데뷔했다. 2020년 하계 올림픽에도 출전했다. 그녀는 국제 A매치 통산 5경기에 출전, 1득점을 넣었다.

## 통계
| 일본 | 일본 | 일본 |
| 연도 | 출전 | 득점 |
| ---- | ---- | ---- |
| 2021 | 5    | 1    |
| 통산 | 5    | 1    |